# Leipziger Tageblatt
Das Leipziger Tageblatt war eine Leipziger Zeitung von lokaler und regionaler Bedeutung, die von 1807 bis 1925 erschien.

## Geschichte
Die Zeitung wurde von dem Verleger und Besitzer einer Lesebibliothek Johann Gottlieb Beygang (1755–1823) gegründet. Sie vertrat mit einer liberalen Grundrichtung vor allem die Interessen des Handelsbürgertums der Stadt. Ab 1808 erschien eine Beilage über Buchneuerscheinungen und Buchhandlungen in Leipzig. Ab 1810 wurden amtliche Bekanntmachungen veröffentlicht. 1819 übernahm der Drucker Friedrich Ehrenreich Richter die Zeitung; Beygang starb 1823 völlig verarmt.
1833 übernahm das Leipziger Tageblatt den Städtischen Anzeiger und fungierte als Amtsblatt des Rates der Stadt Leipzig. Damit wurde es zum Hauptinseratenblatt der Stadt. Im Laufe seines Bestehens erfuhr das Leipziger Tageblatt mehrere Namensänderungen.
Von 1913 bis 1921 leitete der Verleger und Politiker Peter Reinhold den Verlag der Zeitung, die er an den Ullstein Verlag verkaufte. Das Leipziger Tageblatt verschmolz zu Jahresbeginn 1926 mit der Neuen Leipziger Zeitung, die von da ab den Namen Neue Leipziger Zeitung und Leipziger Tageblatt führte.
Vom 1. August 1990 bis 31. August 1991 wurde das Sächsische Tageblatt unter dem Namen Leipziger Tageblatt fortgeführt. Es wurde zunächst vom Axel-Springer-Verlag übernommen, musste sein Erscheinen jedoch aus wirtschaftlichen wie kartellrechtlichen Gründen einstellen.

## Bekannte Mitarbeiter
Zu den Autoren gehörten Erich Kästner, der Schachmeister Max Blümich, die Musikkritiker Ferdinand Pfohl (bis 1892) und Paul Umlauft sowie der Politikjournalist Richard May. Die Ethnologin und Rechtssoziologin Eva Lips, die eine Kakteenliebhaberin war, verfasste 1923 noch als Schülerin ihren ersten Artikel für die Zeitung. In der ersten Hälfte der 1920er Jahre war der Musikkritiker Hans Schnoor Redakteur der Zeitung.